# Paul Weller

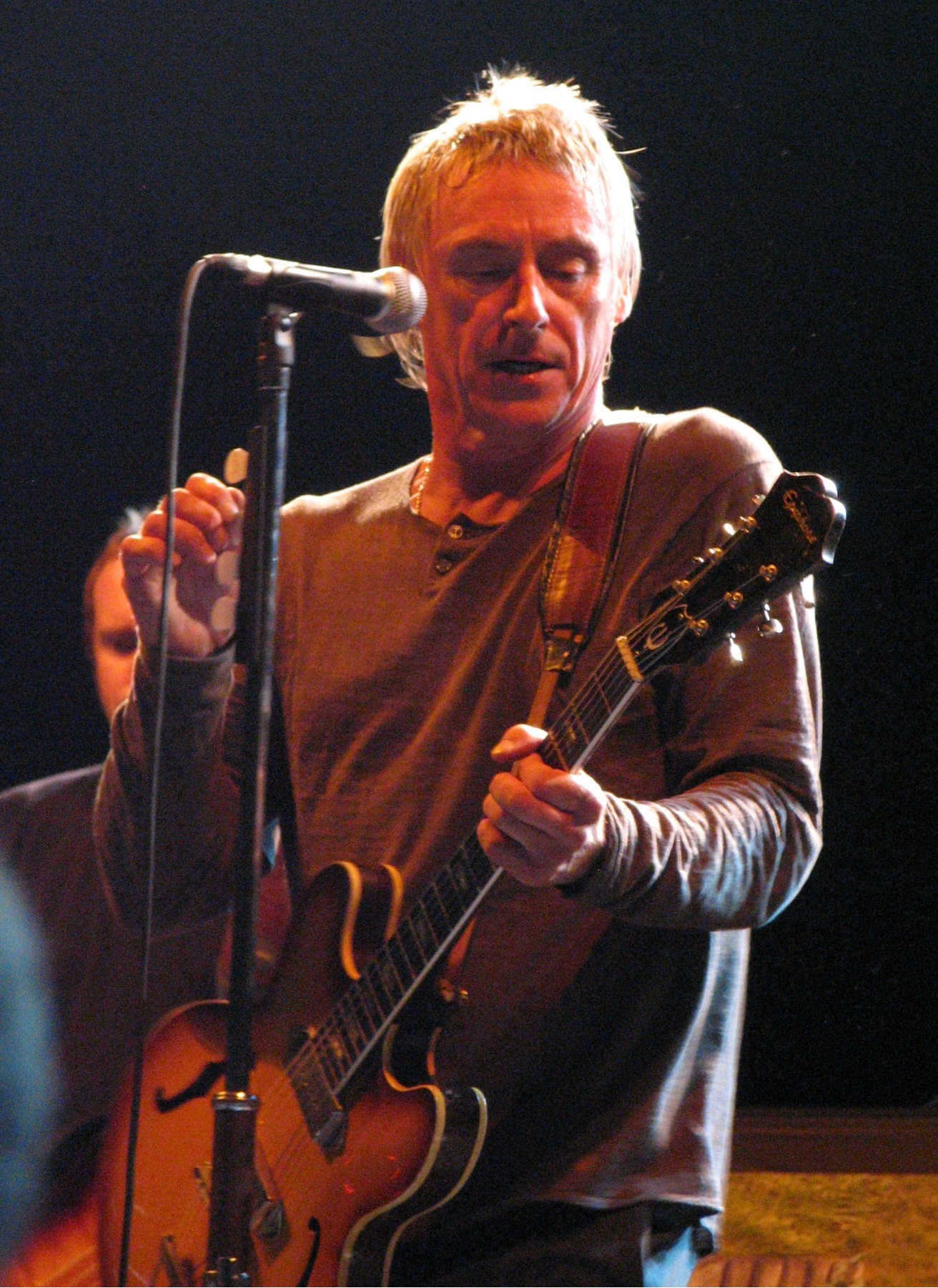
Weller beim Cactus Festival in Brügge (2009)

Paul Weller (* 25. Mai 1958 in Woking, Surrey, England als John William Weller) ist ein britischer Sänger, Musiker und Komponist, der Ende der 1970er Jahre mit seiner Band The Jam Bekanntheit erlangte. Er gilt gemeinhin als „Godfather of Britpop“ und Ikone der Mod-Bewegung.

## Leben
Paul Weller wurde bekannt als Sänger und Gitarrist der englischen Band The Jam (1972–1982). Nach deren Auflösung gründete er zusammen mit Mick Talbot die Band The Style Council (1983–1989), später ergänzt um den Schlagzeuger Steve White. Seit 1992 arbeitet er als Solokünstler; seine bekanntesten Soloalben sind Wild Wood (1993) und Stanley Road (1995), das in Großbritannien Vierfach-Platin-Status errang.
Die weiteren Veröffentlichungen waren nicht mehr ganz so erfolgreich, erreichten im Vereinigten Königreich aber weiterhin gute Chartplatzierungen. 2004 erschien das Album Studio 150, das ausschließlich aus Coverversionen bestand. Mit seinem 2005 veröffentlichten Album As Is Now lieferte Weller wieder Eigenkompositionen, die durchgängig sehr gute Kritiken erhielten.
Bei den BRIT Awards 2006 wurde Paul Weller für seine „Outstanding Contribution to British Music“ geehrt. Der Preis gilt als die höchste Auszeichnung, die die britische Plattenindustrie vergeben kann. 2009 wurde Paul Weller als bester männlicher Solokünstler erneut mit einem BRIT Award ausgezeichnet.
Paul Weller ist wegen seiner oftmals harschen Kritik am britischen Establishment – er war schon in den 1980er Jahren einer der schärfsten Kritiker der Fuchsjagd –, seiner scharfzüngigen, öffentlich geäußerten Kommentare zu den Missständen in seinem Heimatland, wegen seiner radikalpazifistischen Ansichten und wegen seiner kompromisslos sozialistisch geprägten politischen Meinung in Großbritannien nicht unumstritten. In den 1980er Jahren gründete er gemeinsam mit Billy Bragg das Projekt „Red Wedge“, dessen Ziel es war, Jugendliche für (sozialdemokratische) Politik und politisches Engagement zu interessieren.
Für die englische Traditionsmarke Fred Perry entwarf er Polohemden. Sie erinnern an Shirts, die Weller in den 1970er Jahren als Mitglied von The Jam trug. Hergestellt werden die limitierten Modelle auf den Original-Webstühlen von damals. Für Pretty Green, das Modelabel des befreundeten Sängers Liam Gallagher, entwarf Paul Weller 2011 seine erste eigene Kollektion.
Von 1985 bis 1998 war Weller mit der britischen Sängerin Dee C Lee verheiratet, die von 1982 bis 1983 für Wham! und von 1985 bis 1987 für The Style Council die Backing-Vocals sang. Weller und Lee haben gemeinsam einen Sohn (Natt) und eine Tochter (Leah). Eine weitere Tochter (Dylan) geht aus der Kurzzeitbeziehung mit der Visagistin Lucy hervor. Zwei weitere Kinder verbinden ihn mit Samantha Stock, mit der Weller von Mitte der 1990er Jahre bis 2008 liiert war. Im September 2010 heiratete Weller Hannah Andrews, die als Backing-Sängerin auf dem Album 22 Dreams zu hören ist. Das Paar hat Zwillings-Söhne (* 2012) und eine Tochter (* 2017).

## Diskografie
Aufgezählt werden hier nur die Soloveröffentlichungen ab 1992. Die Veröffentlichungen mit The Jam und Style Council sind in den jeweiligen Bandartikeln zu finden.

Studioalben

| Jahr | Titel Musiklabel                   | Höchstplatzierung, Gesamtwochen, AuszeichnungChartplatzierungen (Jahr, Titel, Musiklabel, Platzierungen, Wochen, Auszeichnungen, Anmerkungen) | Höchstplatzierung, Gesamtwochen, AuszeichnungChartplatzierungen (Jahr, Titel, Musiklabel, Platzierungen, Wochen, Auszeichnungen, Anmerkungen) | Höchstplatzierung, Gesamtwochen, AuszeichnungChartplatzierungen (Jahr, Titel, Musiklabel, Platzierungen, Wochen, Auszeichnungen, Anmerkungen) | Höchstplatzierung, Gesamtwochen, AuszeichnungChartplatzierungen (Jahr, Titel, Musiklabel, Platzierungen, Wochen, Auszeichnungen, Anmerkungen) | Höchstplatzierung, Gesamtwochen, AuszeichnungChartplatzierungen (Jahr, Titel, Musiklabel, Platzierungen, Wochen, Auszeichnungen, Anmerkungen) | Anmerkungen                                                              |
| Jahr | Titel Musiklabel                   | DE | AT | CH | UK | US | Anmerkungen                                                              |
| ---- | ---------------------------------- | --- | --- | --- | --- | --- | ------------------------------------------------------------------------ |
| 1992 | Paul Weller Go! Discs              | — | — | — | UK8 Gold · (7 Wo.)UK | — | Erstveröffentlichung: 1. September 1992 Verkäufe: + 100.000              |
| 1993 | Wild Wood Go! Discs                | — | — | — | UK2 Platin · (51 Wo.)UK | — | Erstveröffentlichung: 6. September 1993 Verkäufe: + 300.000              |
| 1995 | Stanley Road Go! Discs             | — | — | — | UK1 ×4Vierfachplatin · (87 Wo.)UK | — | Erstveröffentlichung: 5. Mai 1995 Verkäufe: + 1.200.000                  |
| 1997 | Heavy Soul Island Records          | — | — | — | UK2 Gold · (13 Wo.)UK | — | Erstveröffentlichung: 6. Juni 1997 Verkäufe: + 100.000                   |
| 2000 | Heliocentric Island Records        | DE90 (1 Wo.)DE | — | — | UK2 Gold · (8 Wo.)UK | — | Erstveröffentlichung: 10. April 2000 Verkäufe: + 100.000                 |
| 2002 | Illumination Independiente         | DE69 (2 Wo.)DE | — | — | UK1 Gold · (7 Wo.)UK | — | Erstveröffentlichung: 16. September 2002 Verkäufe: + 100.000             |
| 2004 | Studio 150 V2 Records              | DE35 (3 Wo.)DE | — | — | UK2 Gold · (13 Wo.)UK | — | Erstveröffentlichung: 13. September 2004 Verkäufe: + 100.000; Coveralbum |
| 2005 | As Is Now Yep Roc Records          | DE27 (2 Wo.)DE | AT66 (1 Wo.)AT | — | UK4 Gold · (9 Wo.)UK | — | Erstveröffentlichung: 10. Oktober 2005 Verkäufe: + 100.000               |
| 2008 | 22 Dreams Island Records           | DE30 (5 Wo.)DE | AT49 (4 Wo.)AT | — | UK1 Gold · (15 Wo.)UK | — | Erstveröffentlichung: 30. Mai 2008 Verkäufe: + 100.000                   |
| 2010 | Wake Up the Nation Island Records  | DE30 (2 Wo.)DE | AT80 (1 Wo.)AT | — | UK2 Gold · (13 Wo.)UK | — | Erstveröffentlichung: 16. April 2010 Verkäufe: + 100.000                 |
| 2012 | Sonik Kicks Yep Roc Records        | DE57 (1 Wo.)DE | AT74 (1 Wo.)AT | — | UK1 Silber · (7 Wo.)UK | US166 (1 Wo.)US | Erstveröffentlichung: 19. März 2012 Verkäufe: + 60.000                   |
| 2015 | Saturns Pattern Parlophone         | DE35 (1 Wo.)DE | AT58 (1 Wo.)AT | CH83 (1 Wo.)CH | UK2 (9 Wo.)UK | — | Erstveröffentlichung: 11. Mai 2015                                       |
| 2017 | A Kind Revolution Parlophone       | DE49 (1 Wo.)DE | AT45 (1 Wo.)AT | — | UK5 (6 Wo.)UK | — | Erstveröffentlichung: 12. Mai 2017                                       |
| 2018 | True Meanings Parlophone           | DE19 (1 Wo.)DE | AT28 (1 Wo.)AT | CH51 (1 Wo.)CH | UK2 Silber · (16 Wo.)UK | — | Erstveröffentlichung: 14. September 2018 Verkäufe: + 60.000              |
| 2020 | On Sunset Polydor Records          | DE11 (2 Wo.)DE | AT20 (2 Wo.)AT | CH15 (1 Wo.)CH | UK1 (4 Wo.)UK | — | Erstveröffentlichung: 3. Juli 2020                                       |
| 2021 | Fat Pop (Volume I) Polydor Records | DE8 (2 Wo.)DE | AT21 (1 Wo.)AT | CH69 (2 Wo.)CH | UK1 (6 Wo.)UK | — | Erstveröffentlichung: 14. Mai 2021                                       |
| 2024 | 66 Polydor Records                 | DE16 (1 Wo.)DE | AT12 (1 Wo.)AT | CH41 (1 Wo.)CH | UK4 (2 Wo.)UK | — | Erstveröffentlichung: 24. Mai 2024                                       |

## Belege
1. ↑  Biografie Paul Weller. IMDb.
2. ↑  „Godfather of Britpop“ – Paul Weller wird 64. Augsburger Allgemeine, abgerufen am 1. Juli 2023.
3. 1 2  Heinrich Oehmsen: Paul Weller: Man nennt ihn „Modfather“. Hamburger Abendblatt, 13. Dezember 2012, abgerufen am 28. Juni 2023.
4. ↑  The Jam. Discogs, abgerufen am 28. Juni 2023.
5. ↑  The Style Council Musik. Discogs, abgerufen am 28. Juni 2023.
6. ↑  Paul Weller. Discogs, abgerufen am 28. Juni 2023.
7. ↑  Paul Weller – Wild Wood. Discogs, abgerufen am 28. Juni 2023.
8. ↑  Paul Weller – Stanley Road. Discogs, 1995, abgerufen am 28. Juni 2023.
9. ↑  Musikdatenbank - Musiker. Radio Swiss Pop, abgerufen am 28. Juni 2023.
10. ↑  Chart Entries. tsort.info
11. ↑  Paul Weller – Studio 150. Discogs, 2004, abgerufen am 28. Juni 2023.
12. ↑  Paul Weller – As Is Now. Discogs, 2005, abgerufen am 28. Juni 2023.
13. ↑  Paul Weller: Modfather, Modestyler, Britpop-Ikone. In: Spiegel Online. 26. Februar 2019, abgerufen am 28. Juni 2023.
14. ↑  Paul MacInnes: Readers recommend songs about hunting: The results. In: The Guardian. 5. August 2010 (theguardian.com [abgerufen am 28. Juni 2023]).
15. ↑  Red Wedge – Essay – Back to the future: 1979–1989. National Library Scotland, abgerufen am 28. Juni 2023.
16. ↑  Dave B: Paul Weller Designs A Brand New Ltd. Fred Perry Shirt! In: Paul Weller News! 1. April 2008, abgerufen am 28. Juni 2023 (englisch).
17. ↑  Condé Nast: Personal Style: Paul Weller. In: gq-magazine.co.uk. 13. Februar 2014, abgerufen am 28. Juni 2023 (britisches Englisch).
18. ↑  Meet Paul Weller’s family here. In: Hello Magazine. 19. Juni 2021, abgerufen am 28. Juni 2023 (englisch).
19. ↑  Paul Weller: Sein erster Enkel ist da. RTL, 7. September 2021, abgerufen am 28. Juni 2023.
20. ↑  Paul Weller breaks up with partner of 13 years… and moves in with backing singer less than half his age. In: dailymail.co.uk. 13. Dezember 2008, abgerufen am 28. Juni 2023.
21. ↑  Paul Weller hat geheiratet! Universal Records, 2010, abgerufen am 28. Juni 2023 (englisch).
22. ↑  Jennifer Ruby: Paul Weller welcomes daughter Nova as he becomes father for eighth time. standard.co.uk, 12. Juli 2017.

| Personendaten    | Personendaten                      |
| ---------------- | ---------------------------------- |
| NAME             | Weller, Paul                       |
| ALTERNATIVNAMEN  | Weller, John William (Geburtsname) |
| KURZBESCHREIBUNG | britischer Musiker                 |
| GEBURTSDATUM     | 25. Mai 1958                       |
| GEBURTSORT       | Woking, Surrey, England            |